# 山崎新町 (生駒市)
山崎新町（やまさきしんまち）は、奈良県生駒市の町名。住居表示実施済み。郵便番号は630-0255。

## 地理
生駒市中部に位置し、北から西に本町、南に仲之町、西旭ケ丘、東に東旭ケ丘と接している。

## 歴史
大正3年（1914年）の大軌電車の開通後、宝山寺の門前町として発達した「新道」と呼ばれる地域の一部。元々山崎の一部だったこの地域は、昭和5年（1930年）、「山崎新道」に名前を変え、昭和44年（1969年）、山崎新町へと改称した。
門前町として発達した地域のため、戦前には20ほどの料理旅館があった。またダンスホール、映画館、劇場、病院などがあり、住民向けのレジャー地となっていた。戦後は住宅地としての開発が進んだ。

### 沿革
- 1969年（昭和44年） - 生駒町山崎、菜畑から分離し、生駒町山崎新町が成立[8]。
- 1971年（昭和46年） - 生駒市山崎新町となる[8]。

## 世帯数と人口
2020年（令和2年）10月1日現在の世帯数と人口は以下の通りである。
| 町丁     | 世帯数  | 人口    |
| -------- | ------- | ------- |
| 山崎新町 | 631世帯 | 1,172人 |

### 人口の変遷
国勢調査による人口の推移。
| 1995年（平成7年）  | 831人   | [ 9 ]  |  |
| 2000年（平成12年） | 1,220人 | [ 10 ] |  |
| 2005年（平成17年） | 1,177人 | [ 11 ] |  |
| 2010年（平成22年） | 1,146人 | [ 12 ] |  |
| 2015年（平成27年） | 1,186人 | [ 13 ] |  |

### 世帯数の変遷
国勢調査による世帯数の推移。
| 1995年（平成7年）  | 368世帯 | [ 9 ]  |  |
| 2000年（平成12年） | 544世帯 | [ 10 ] |  |
| 2005年（平成17年） | 507世帯 | [ 11 ] |  |
| 2010年（平成22年） | 516世帯 | [ 12 ] |  |
| 2015年（平成27年） | 585世帯 | [ 13 ] |  |

## 事業所
2016年（平成28年）現在の経済センサス調査による事業所数と従業員数は以下の通りである。
| 町丁     | 事業所数 | 従業員数 |
| -------- | -------- | -------- |
| 山崎新町 | 11事業所 | 80人     |